# Capilla del Condestable (catedral de Burgos)

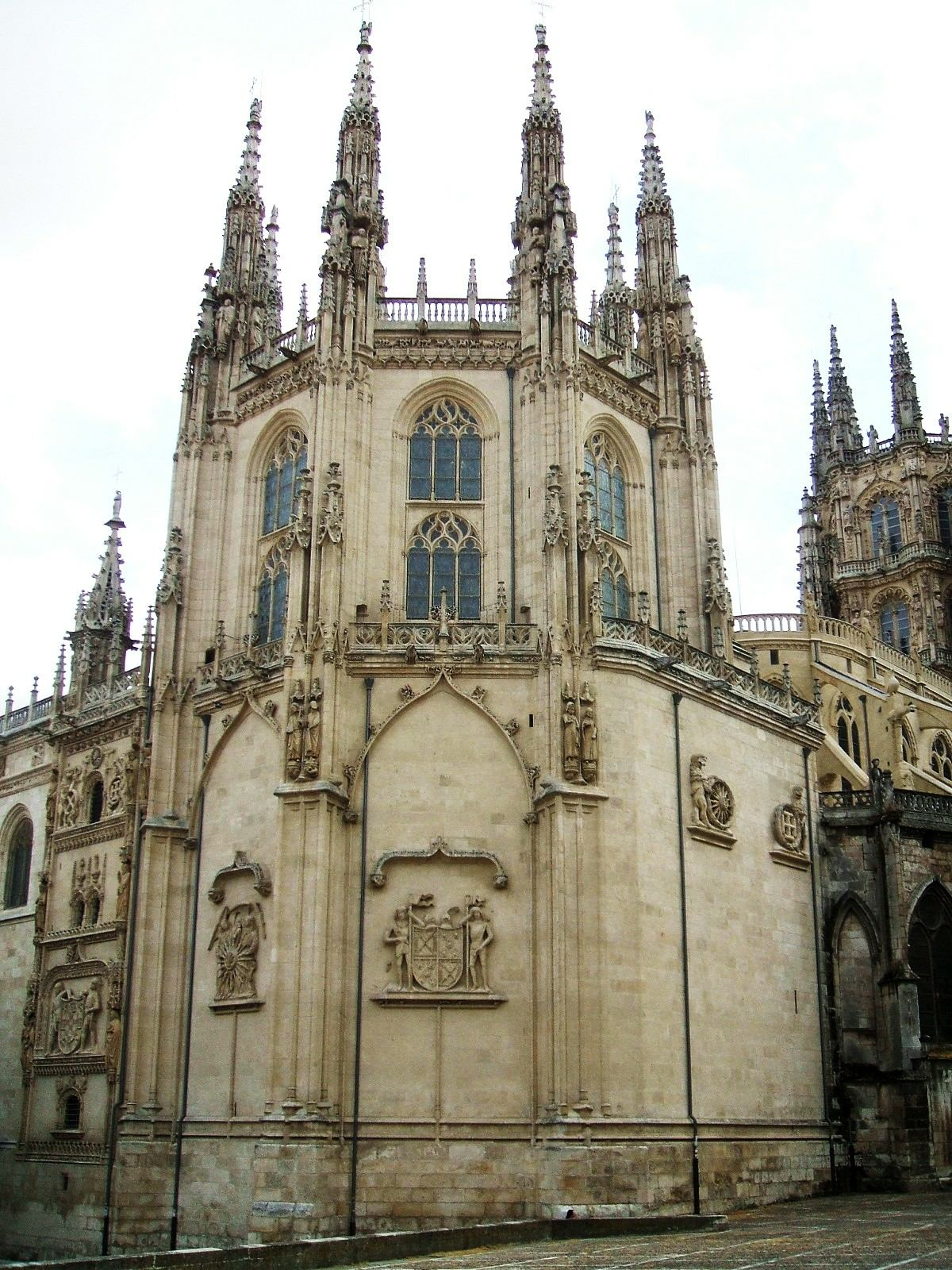
Exterior de la capilla

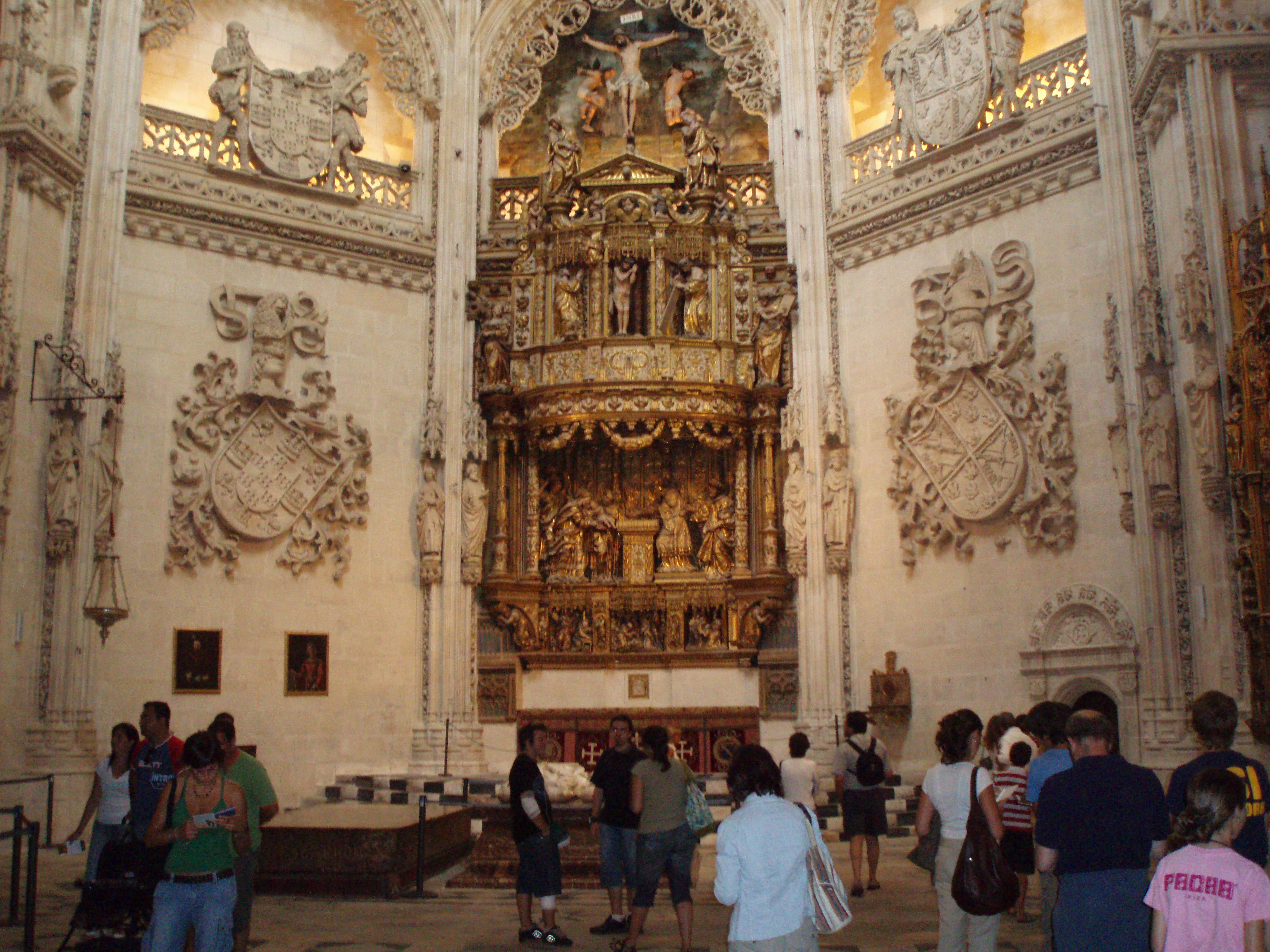
Interior de la capilla del Condestable

La capilla del Condestable o capilla de los Condestables es la denominación habitual de una de las capillas de la catedral de Burgos (España), aunque su verdadera advocación es capilla de la Purificación de la Virgen.
Es una capilla funeraria de planta centralizada, levantada en la girola de la catedral, en estilo gótico flamígero y un incipiente Renacimiento.
Fue mandada construir por don Pedro Fernández de Velasco y Manrique de Lara, condestable de Castilla, y doña Mencía de Mendoza y Figueroa, hija del Marqués de Santillana y hermana del Cardenal Mendoza, que dirigió los trabajos durante las ausencias de su marido. La ejecución del proyecto corrió a cargo del artista burgalés Simón de Colonia, entre 1482 y 1494.

## Arquitectura

### Simón de Colonia
Se ha insistido en establecer su antecedente en la capilla de Santiago de la catedral de Toledo, que acoge el sepulcro del condestable Álvaro de Luna; e incluso se ha llegado a afirmar que la de Burgos pudo inspirarse en ella. Sin embargo, es más probable que Simón de Colonia, maestro de cantería de la catedral de Burgos, aprendiera lo que es un ámbito centralizado en la capilla de Santa Catalina del claustro catedralicio burgalés, y de su padre (Juan de Colonia), en el primer cimborrio.

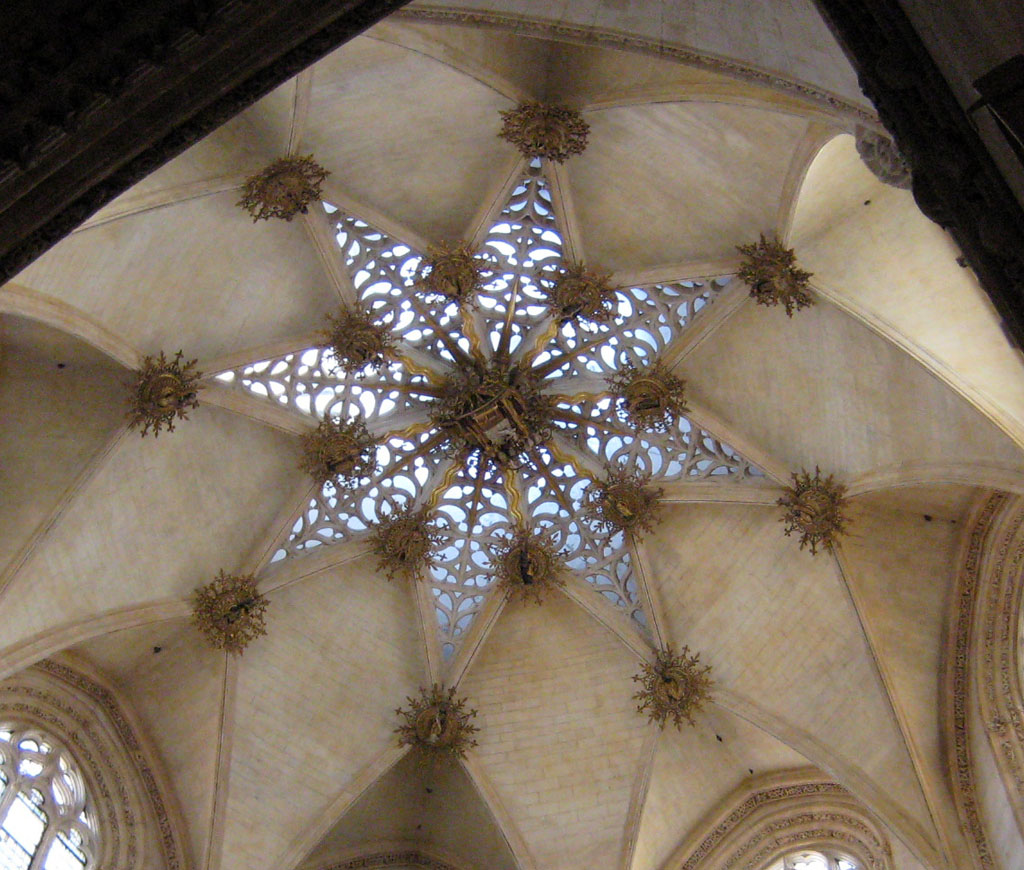
Bóveda estrellada calada de la Capilla del Condestable.

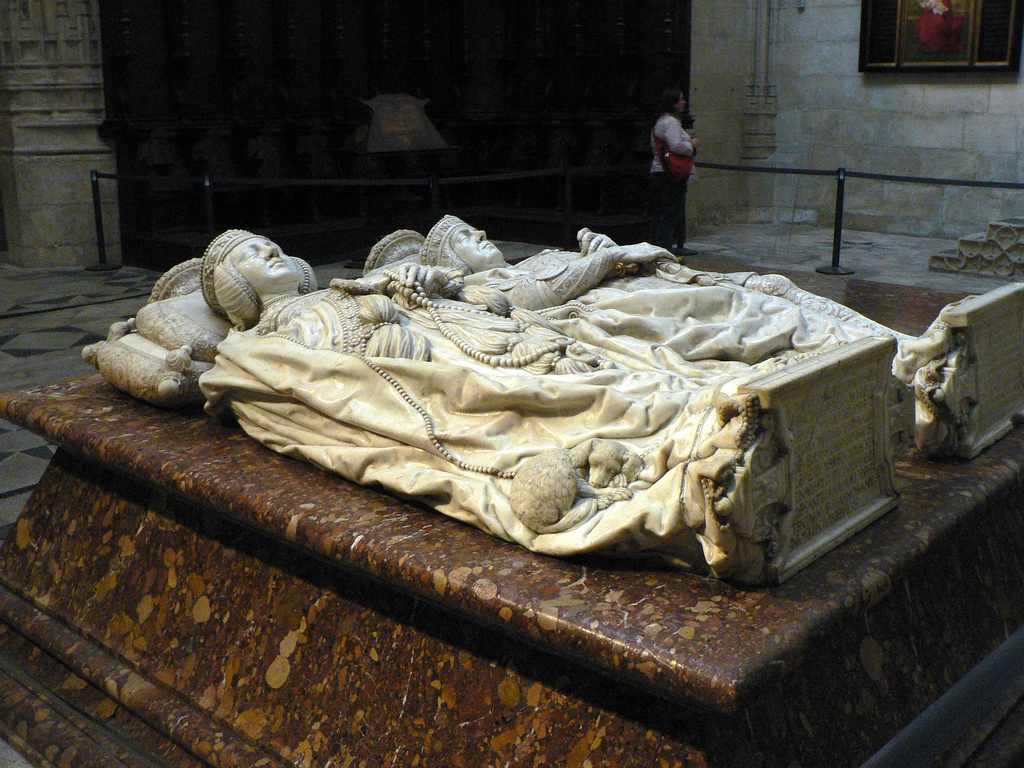
Sepulcro de los condestables Pedro Fernández de Velasco y Manrique de Lara y Mencía de Mendoza y Figueroa, de donde toma nombre la capilla.

Además del desarrollo espacial y la decoración se admira en esta capilla la originalidad y valentía constructiva de la bóveda calada, la primera de una larga serie que definirá la arquitectura burgalesa hasta bien entrado el siglo XVI. Se trata de una bóveda estrellada calada que ilumina cenitalmente el espacio centralizado dedicado a exaltar la luz de Cristo. Y es que recientemente,[¿cuándo?] Alfonso Rodríguez Gutiérrez de Ceballos y Felipe Pereda han demostrado[¿dónde?] que el recinto responde a esa idea: la de la exaltación de la luz –las Candelas-, a cuya representación simbólica se subordinan todos los elementos que la componen, desde el nombre, Purificación, -cuya fiesta coincide con la de la luz en la Iglesia católica- a la escena central del retablo mayor y la figuración en lo alto que plasma el camino del Sol, en las trompas en su salida y su ocaso y, en el calado de la bóveda, en su cenit.
Este espacio es una formidable exhibición de poder del matrimonio Velasco-Mendoza, cuyos escudos la presiden con evidente ostentación; al igual que en todos los edificios que hicieron ellos o sus descendientes. 
La admiración suscitada por esta construcción –que modificó sensiblemente los perfiles de la Catedral al alterar significativamente su cabecera- tuvo su reflejo en otras grandes realizaciones.

### Francisco de Colonia
Una de sus actuaciones más importantes para la basílica fue la terminación de la sacristía de la Capilla del Condestable, que había trazado y comenzado su padre, Simón de Colonia, que murió pocos meses de iniciarla. Lo más singular del conjunto es la puerta que la comunica con la capilla en la que intenta adherirse a la ornamentación renacentista. Se trata de un vano de dimensiones puramente funcionales, con arco escarzano y decoración corrida en todo su contorno de arquivolta y jambas, a base de contarios y hojas de acanto, motivos que varían en las pilastras laterales en que aparecen grutescos, que se repiten, sin variación alguna, hasta siete veces, prueba del escaso repertorio del artista y de su incapacidad para adecuar la nueva decoración con criterios no góticos. La portada debió hacerse entre los años 1512 y 1517. La decoración del muro exterior quizá responde al arte de Francisco de Colonia, ya que es algo diferente en los motivos y en la composición a la empleada por su padre en el exterior de la capilla, contrastando la claridad de este con la insistente complejidad de aquel.

## Escultura

### Gil de Siloé

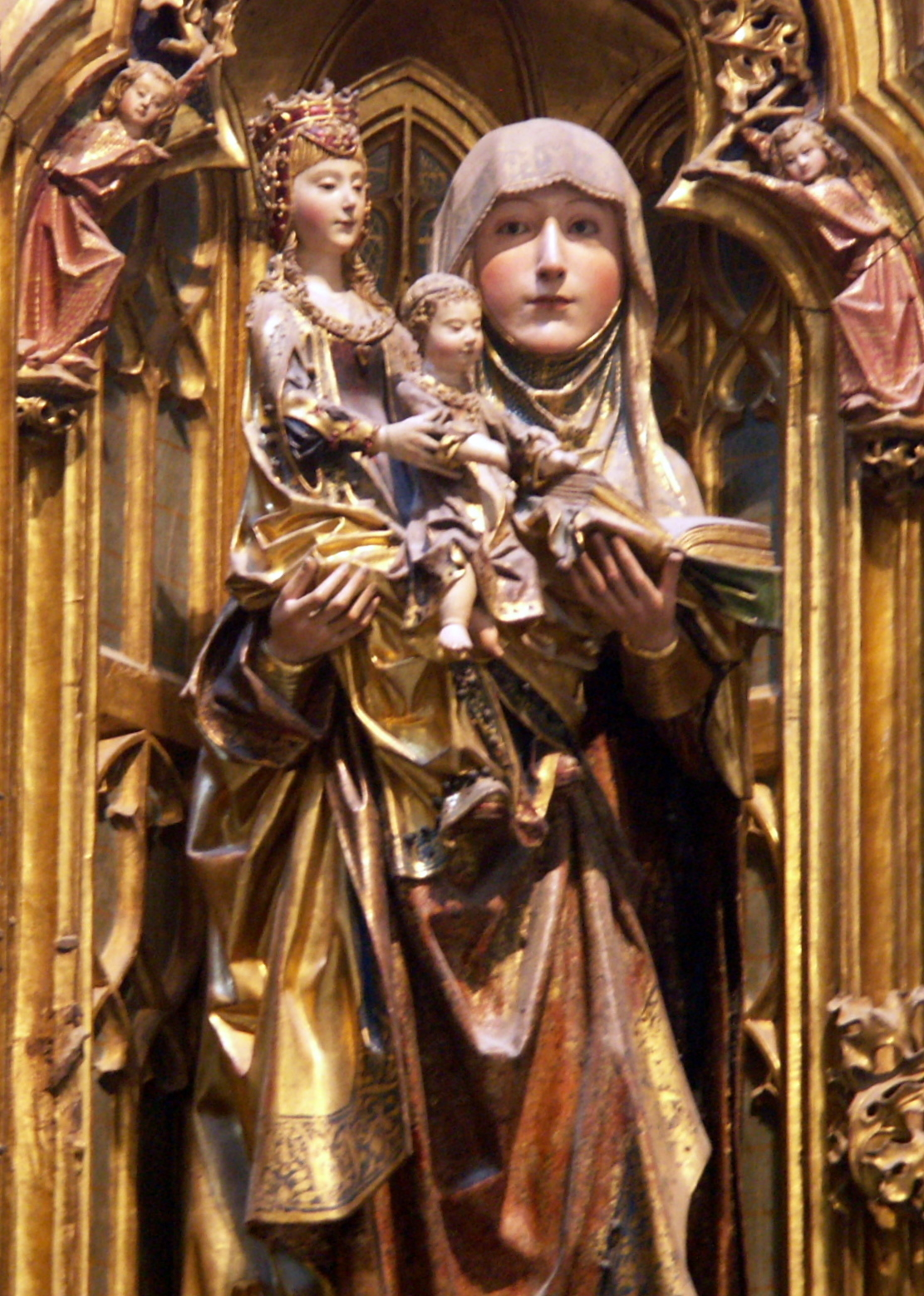
Retablo de Santa Ana.

Murió cuando labraba el retablo de Santa Ana para la Capilla del Condestable, que dejó sin terminar. Debió empezarlo en 1500. En la composición utiliza un esquema habitual, con banco, dos cuerpos y tres calles formando un espacio cóncavo coronado por un amplio remate a modo de dosel, y completado por una calle visible en el lateral. La peculiaridad de la iconografía es que todas las representaciones son de santas, algunas hechas por su hijo Diego de Siloe, a su vuelta de Italia. Determinadas figuras de este conjunto –como la titular, Santa Ana triple- se hallan no solo entre las producciones más destacadas del gótico final castellano sino también del europeo.
En las claves de la bóveda de la capilla hay una importante serie de imágenes,-16 de Apóstoles y Evangelistas y dos altorrelieves (uno de la Circuncisión y otro de la Presentación de Jesús en el Templo)- atribuidas a Gil de Siloe o a su taller y que debieron pertenecer a un retablo anterior al que preside actualmente la capilla.

### Felipe Vigarny
Trabajó en el retablo mayor de la Capilla del Condestable, en la Catedral, labrado a medias con Diego de Siloe, desde 1522. Es de comparar, por ejemplo, los grupos del anciano Simeón y la profetisa Ana o la Anunciación del banco –de Bigarny- con la Virgen con el Niño, San José y la doncella y la Natividad –de Siloe-, en los que la plena consecución de las características renacentistas por parte de este contrasta con el esfuerzo no culminado por hacer lo mismo en el caso de Bigarny. Esto ocurre, igualmente, al comparar las tallas de estos imagineros del retablo de San Pedro de esta misma capilla.
Para la Capilla del Condestable, Bigarny hizo también la sillería del coro –trabajo bastante artesanal- y las estatuas sepulcrales, totalmente idealizadas, de don Pedro Fernández III de Velasco y doña Mencía de Mendoza y Figueroa.

### Diego de Siloé
El polo opuesto al retablo anterior lo tenemos en el magnífico conjunto de esculturas que realizó Diego de Siloe para la Capilla del Condestable desde 1522. Las primeras tallas aparecen en el retablo de Santa Ana, que había sido realizado, en su mayor parte, por su padre Gil Siloe hacia 1500. Sin embargo, este debió morir sin finalizarlo, de manera que el hijo recibió el encargo de terminarlo tallando el grupo de Cristo muerto entre dos ángeles y de Santa María Magdalena, Santa Perpetua y Santa Marina. Todas estas piezas contrastan, en lo que a actitudes y tratamiento de las vestimentas se refiere, con las estilizadas figuras del maestro Gil. Pero aunque en las obras de Diego se evidencia un claro sentido naturalista y renaciente, afloran, en algunos momentos, sobre todo en el grupo de Cristo, ciertas pervivencias del expresionismo tardogótico.
En colaboración con Felipe Bigarny hizo el retablo mayor y el colateral de San Pedro de esa capilla. Ambos, ante la situación de que sus trabajos iban a ser comparados en la inmediatez,  se volcaron en la calidad de los mismos. Quizá fue Bigarny el encargado de la maestría y quien hizo la traza. Sin embargo, Siloe pudo tener también alguna participación en el diseño general, pues aparecen elementos compositivos y decorativos sumamente avanzados que pudieron ser propuestos por él. Están perfectamente deslindadas las obras de escultura que hizo cada uno. En el retablo mayor pertenecen a Siloe La virgen con el Niño, San José y la doncella. Se trata de un delicadísimo y perfectamente trabado grupo que contrasta con el más rígido del anciano Simeón y la profetisa Ana obra del Borgoñón. La Natividad y la Visitación del banco fueron también talladas por Siloe que, igualmente, se hizo cargo del Cristo flagelado del remate. En el retablo de San Pedro destaca la imagen de San Jerónimo penitente, en la que demostró su gran conocimiento de la anatomía humana. También labró las imágenes de San Sebastián y los santos juanes.

## Pintura
Don Pedro Fernández III de Velasco, nieto de los fundadores de la capilla, donó a la misma la Magdalena penitente. Se trata de una tabla, de fuerte impronta leonardesca, pintada hacia 1530 por Giovanni Pietro Rizzoli (el Giampietrino).

## Artes menores

### Cristóbal de Andino
La gran reja de cierre de la Capilla del Condestable fue la obra que más fama le dio a este artista. Integrada por dos cuerpos de balaustres, bellamente cincelados, entre hermosas pilastras y anchos frisos, remata en un templete clasicista en el que dos angelitos tenantes sujetan las armas del patrono de la capilla. Terminó su construcción en 1523 y quedó tan orgulloso que decidió firmarla y en una cartela se puede leer: Ab Andino.
Esta realización causó gran impacto. Diego de Sagredo, en su tratado arquitectónico Medidas del Romano, dijo por boca de León Picardo que esa reja que labra Andino para su señor el Condestable [...] tiene reconocida ventaja a todas las del reino.

### Arnao de Flandes, el viejo
Es el autor de los vitrales de la Capilla del Condestable. Desde comienzos del siglo XVI, se le documenta como «maestro vidriero» de la catedral. Lamentablemente buena parte de sus producciones para esta iglesia se ha perdido a excepción de parte de los vitrales de esta capilla. En ellos comienza, poco a poco, a abandonar algunas rígidas formulaciones tardogóticas en aras de planteamientos protorrenacentistas que pudieron provenir del conocimiento que tuvo de escultores como Bigarny o pintores como Picardo. Los restos que se mantienen nos permiten hacernos idea de la sensación de magnificencia que debían tener los visitantes cuando penetraban en la capilla, dedicada a la exaltación de la luz divina, que es uno de los mejores ejemplos de integración de arquitectura, escultura y vidriera. En los ventanales bajos se dispusieron temas ligados a la Infancia de Cristo y en los superiores santos. El amor por el detalle, muy del gusto nórdico, se combina aquí con un incipiente interés por el naturalismo de raíz renacentista.